# Diathraustodes
Diathraustodes är ett släkte av fjärilar. Diathraustodes ingår i familjen Crambidae.
Kladogram enligt Catalogue of Life:
| Diathraustodes | \| \| Diathraustodes amoenialis \| \| \| \| \| \| Diathraustodes fulvofusa \| \| \| \| \| \| Diathraustodes hemileucalis \| \| \| \| \| \| Diathraustodes leucotrigona \| \| \| \| \| \| Diathraustodes similis \| \| \| \| |
|                | \| \| Diathraustodes amoenialis \| \| \| \| \| \| Diathraustodes fulvofusa \| \| \| \| \| \| Diathraustodes hemileucalis \| \| \| \| \| \| Diathraustodes leucotrigona \| \| \| \| \| \| Diathraustodes similis \| \| \| \| |
|                | Diathraustodes amoenialis |
|                | |
|                | Diathraustodes fulvofusa |
|                | |
|                | Diathraustodes hemileucalis |
|                | |
|                | Diathraustodes leucotrigona |
|                | |
|                | Diathraustodes similis |
|                | |